# OWL Verkehr

Altes Logo der OWL Verkehr GmbH

Die OWL Verkehr GmbH ist eine Verkehrsgesellschaft für den öffentlichen Personennahverkehr (ÖPNV) im nördlichen Teil von Ostwestfalen-Lippe einschließlich der Großstadt Bielefeld. Ihre Aufgaben sind Organisation des Linienbusverkehrs, regionale Tarifgestaltung und Verwaltung u. a. von Abonnementverträgen. Bis zur Einführung des Westfalentarifs 2017 war sie Verbundgesellschaft des Tarifs „Der Sechser“. Heute gestaltet sie im Netz „TeutoOWL“ regionale Angebote in den unteren Preisstufen des Westfalentarifs.  
Die OWLV ist mit ihrer Zuständigkeit auch für Beförderungstarife die einzige Verbundgesellschaft in NRW, die von Verkehrsunternehmen getragen und finanziert wird.

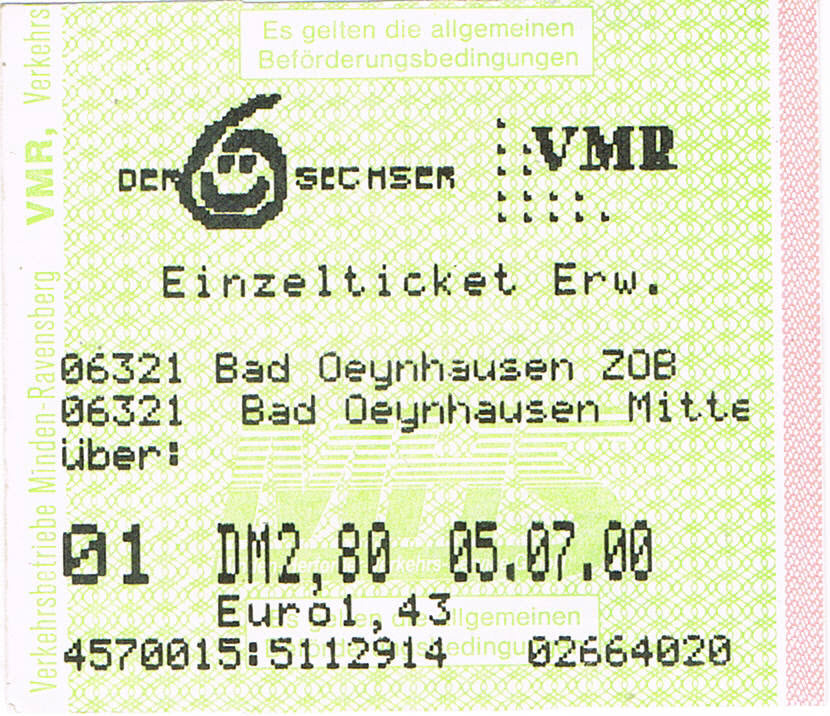
Sechser-Ticket der ehemaligen Verkehrsbetriebe Minden-Ravensberg

## Geschichte

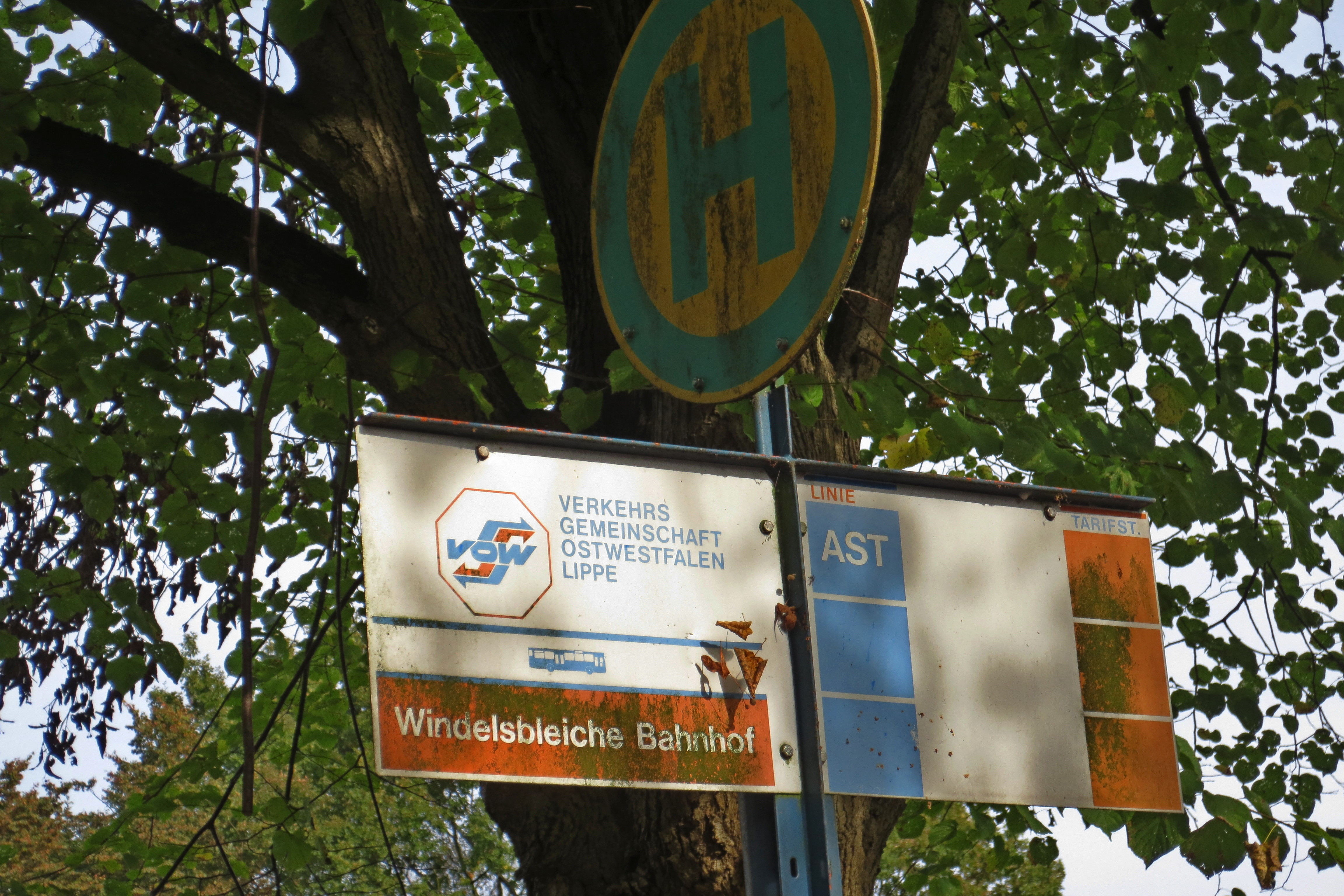
Historische Bushaltestelle der 1990er Jahre mit VOW-Logo

Vorgänger des Tarifverbundes waren die Verkehrsgemeinschaft Ostwestfalen-Lippe (VOW, ab 1. März 1980) sowie die Verkehrsgemeinschaften Lippe (VGL, Gründung 1987) und Minden-Ravensberg (MRV, Gründung 1985). Das Verkehrsgebiet der VOW umfasste zunächst die kreisfreie Stadt Bielefeld und Regionalbuslinien im Umkreis der Stadt, später wurde der Kreis Gütersloh angegliedert. Im Verkehrsgebiet der VGL (Kreis Lippe und Kooperation mit Bielefeld) konnten erstmals auch die Eisenbahnlinien zum Gemeinschaftstarif genutzt werden. Damit gab es nun auch in Bielefeld die Möglichkeit, Züge zum Stadttarif zu nutzen, weil die VGL-Bahnlinie Bielefeld – Lage (Lippe) im Stadtgebiet neben dem Hauptbahnhof die Haltepunkte Bielefeld Ost und Ubbedissen bedient. Zum VGL-Tarif konnten auch die Züge ab Bielefeld über Herford nach Bad Salzuflen – Detmold genutzt werden; Herford gehörte jedoch nicht zum VGL-Bereich, Gemeinschaftstickets waren also z. B. für Fahrten ab Detmold nach Herford nicht erhältlich.
Das erste ÖPNV-Gesetz für NRW wurde im März 1995 verabschiedet. Vorausgegangen war eine Diskussion über einen gemeinsamen Kooperationsraum für ganz OWL mit Einschluss der Kreise Paderborn und Höxter. Besonders der Kreis Paderborn war hierfür jedoch nicht zu gewinnen. Kurze Zeit danach fand die erste Verbandsversammlung des Zweckverbandes Verkehrsverbund OstWestfalenLippe (VVOWL) u. a. mit dem Ziel eines Verkehrsverbundes statt. Die Pläne hierfür waren 1999 komplett ausgearbeitet, der Verbund kam jedoch nicht zustande. Erst am 28. Mai 2000 konnte als Kooperation der Aufgabenträger ein Tarifverbund („Der Sechser“) eingeführt werden; der VVOWL blieb ohne Namensänderung bestehen und wurde zum Zweckverband allein für den SPNV.

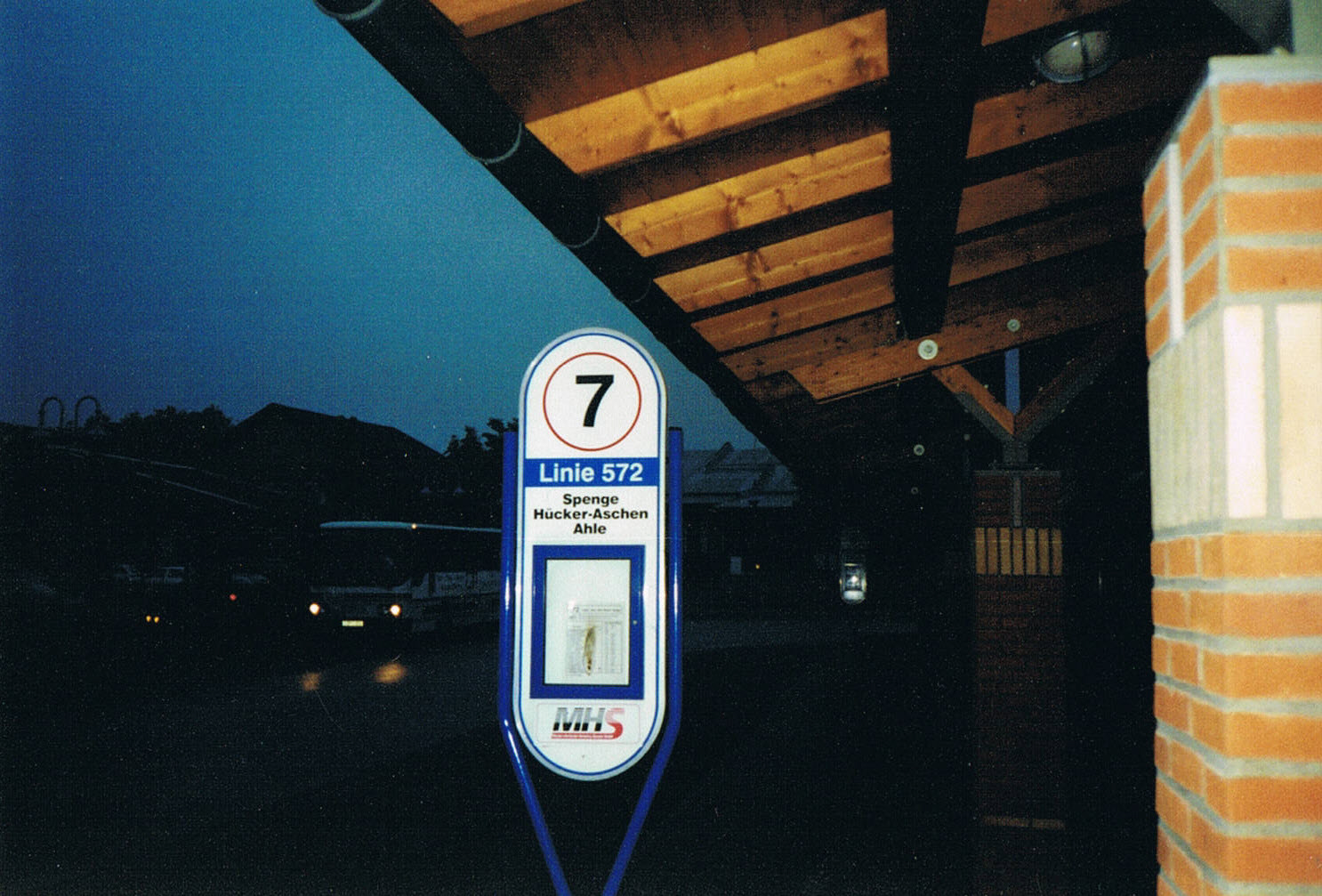
Bushaltestelle mit dem Emblem der ehemaligen MHS, heute Teil der OWLV

Bereits ab 1995/1996 gab es Umstrukturierungen in der Organisationsform der Gemeinschaftsgesellschaften. Neu entstanden waren dabei die Servicegesellschaften
- Minden-Herforder-Verkehrs-Service Gesellschaft mbH (MHS)
- Nahverkehrsgesellschaft Kreis Gütersloh mbH (NVG)
- Verkehrsgesellschaft Lippe mbH (VGL) und die
- Gemeinschaft Bielefelder Nahverkehr GbR (GBN)

2004 erfolgte die Gründung der Verbundgesellschaft OWL Verkehr GmbH. Die vier Verkehrs-Servicegesellschaften wurden nach und nach in diese Gesellschaft überführt. Die OWLV wurde als Zusammenschluss aller Verkehrsunternehmen in Ostwestfalen-Lippe (einschließlich Kooperationsraum 7) gegründet, die Mitglieder sind heute jedoch räumlich weitgehend auf den Kooperationsraum 6 beschränkt. Busverkehre werden auf Kreis- bzw. Stadtebene organisiert, dafür wurden die Aufgabenträger KVG im Kreis Lippe und mhv in den Kreisen Herford, Minden-Lübbecke gegründet. In Bielefeld und Umland entstand eine Kooperation moBiel/BVO. Im Rahmen eines Geschäftsbesorgungsvertrages ist der VVOWL Aufgabenträger im Kreis Gütersloh.
Die Entwicklungsschritte erfolgten im Kooperationsbereich 7 ungefähr zu den gleichen Terminen (Gründung nph Oktober 1995, Tarifverbund Mitte 2000). Ab Mitte der 1980er Jahre gab es hier die Verkehrsgemeinschaft Paderborn-Höxter (VPH), die einen Gemeinschaftstarif für alle Buslinien anbot. Mit Gründung des nph kam der Schienenverkehr hinzu. Das Logo der ehemaligen VPH wird heute von der Verkehrs-Servicegesellschaft Paderborn/Höxter mbH (VPH) verwendet, diese tritt jedoch in der Öffentlichkeit selten in Erscheinung.
Bis zur Einführung des Westfalentarifs im August 2017 war die OWL Verkehr GmbH für die Tarifgestaltung im Kooperationsbereich 6 zuständig (Verbundtarif „Der Sechser“). Diese Aufgabe beschränkt sich heute auf regionale Tarife im nun als „TeutoOWL“ bezeichneten Netz (bis Preisstufe 5 des Westfalentarifs). Das Ziel, einen einheitlichen Verbundtarif für ganz OWL zu entwickeln, scheiterte letztlich am Widerstand der Kreise Paderborn und Höxter. Ab 2011 machten die Entscheidungen des NWL, einen umfassenden Tarif für ganz Westfalen einzurichten, diese Überlegungen dann überflüssig. 
Der ehemals auch für die Tarifentwicklung gegründete Verkehrsverbund OstWestfalenLippe (VVOWL) war bis zur Gründung des Zweckverbands Nahverkehr Westfalen-Lippe (NWL) lediglich Aufgabenträger für den Schienenverkehr und außerdem aufgrund eines Geschäftsbesorgungsvertrags zuständig für den Busverkehr im Kreis Gütersloh.

## Verkehrsgebiet

### Städte und Gemeinden im Netz „TeutoOWL“ (Kooperationsbereich 6)

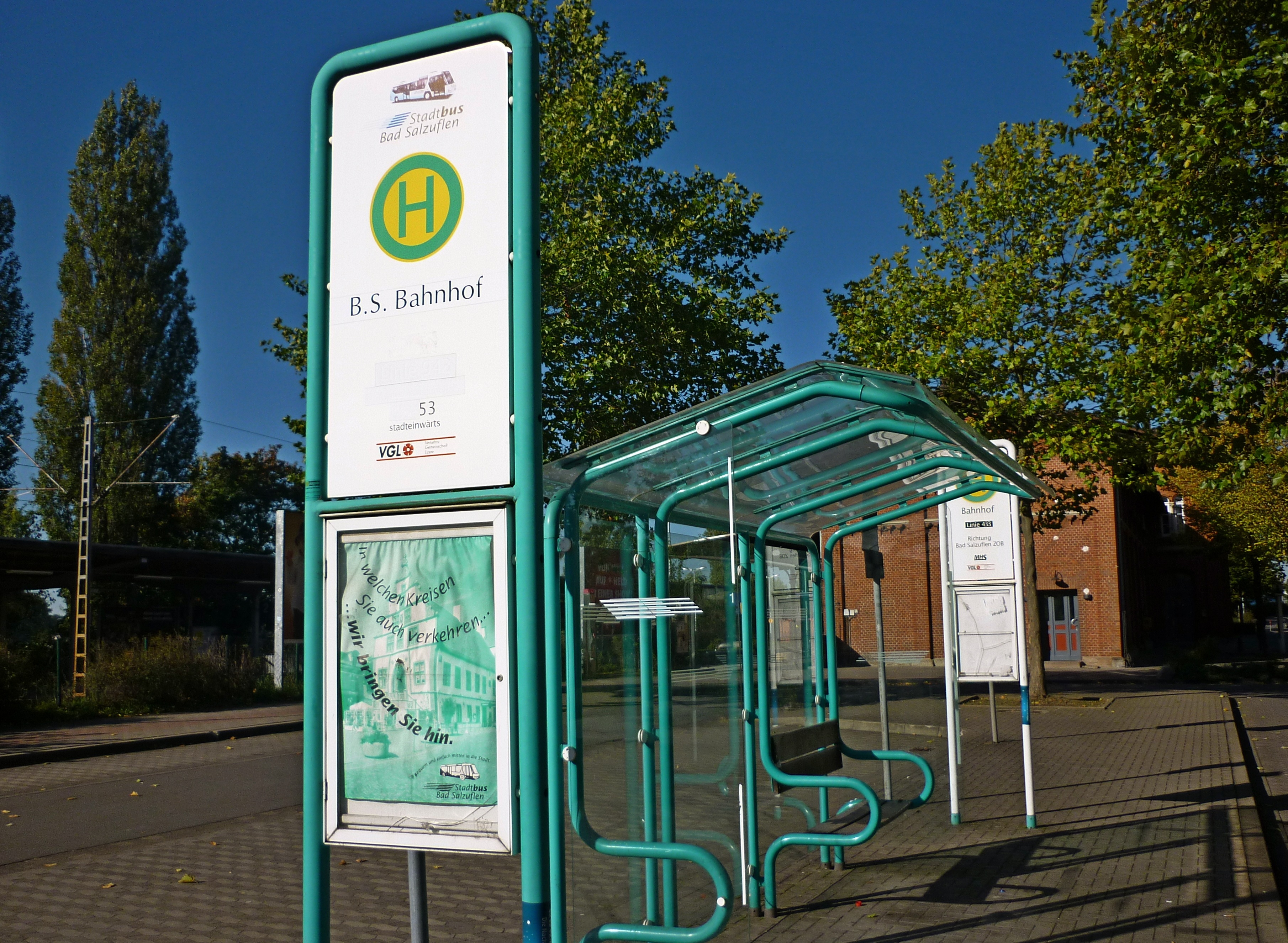
Bushaltestelle am Bahnhof Bad Salzuflen mit Logo der ehem. Verkehrsgemeinschaft Lippe (VGL)

| 1. Augustdorf 2. Bad Oeynhausen 3. Bad Salzuflen 4. Barntrup 5. Bielefeld 6. Blomberg 7. Borgholzhausen 8. Bünde 9. Detmold 10. Dörentrup 11. Enger 12. Espelkamp 13. Extertal | 1. Gütersloh 2. Halle (Westf.) 3. Harsewinkel 4. Herford 5. Herzebrock-Clarholz 6. Hiddenhausen 7. Hille 8. Horn-Bad Meinberg 9. Hüllhorst 10. Kalletal 11. Kirchlengern 12. Lage 13. Langenberg | 1. Lemgo 2. Leopoldshöhe 3. Löhne 4. Lübbecke 5. Lügde 6. Minden 7. Oerlinghausen 8. Petershagen 9. Porta Westfalica 10. Preußisch Oldendorf 11. Rahden 12. Rheda-Wiedenbrück | 1. Rietberg 2. Rödinghausen 3. Schieder-Schwalenberg 4. Schlangen 5. Schloß Holte-Stukenbrock 6. Spenge 7. Steinhagen 8. Stemwede 9. Verl 10. Versmold 11. Vlotho 12. Werther |

### Nachbarverbünde
Der Kooperationsraum 6 grenzt im Nordwesten an die niedersächsische Verkehrsgemeinschaft Osnabrück (VOS), im Norden an den Verkehrsverbund Bremen-Niedersachsen (VBN) im Landkreis Diepholz und die Verkehrsgesellschaft Landkreis Nienburg (VLN), im Osten an den GVH-Regionaltarif und die Gemeinschaft Nahverkehr Hameln-Pyrmont („Die Öffis“). Das Netz „TeutoOWL“ ist Bestandteil des Westfalentarifs und grenzt weiter an die Netze „Hochstift“ (nph) und „Münsterland / Ruhr-Lippe“ (VRL bzw. VGM).

## Verbundtarife
Seit dem 1. August 2017 ist der Kooperationsraum 6 als Netz „TeutoOWL“ Bestandteil des  Westfalentarifs. Es gelten jedoch in den unteren Preisstufen (bis PS 5) unterschiedliche Tarifangebote, die weiterhin von der OWLV gestaltet werden. Außerdem gibt es regionale Netzkarten. Die bisher bestehende Tarifgestaltung wurde im Grundsatz für die neue Verbundstruktur übernommen.  

### Tarifgestaltung

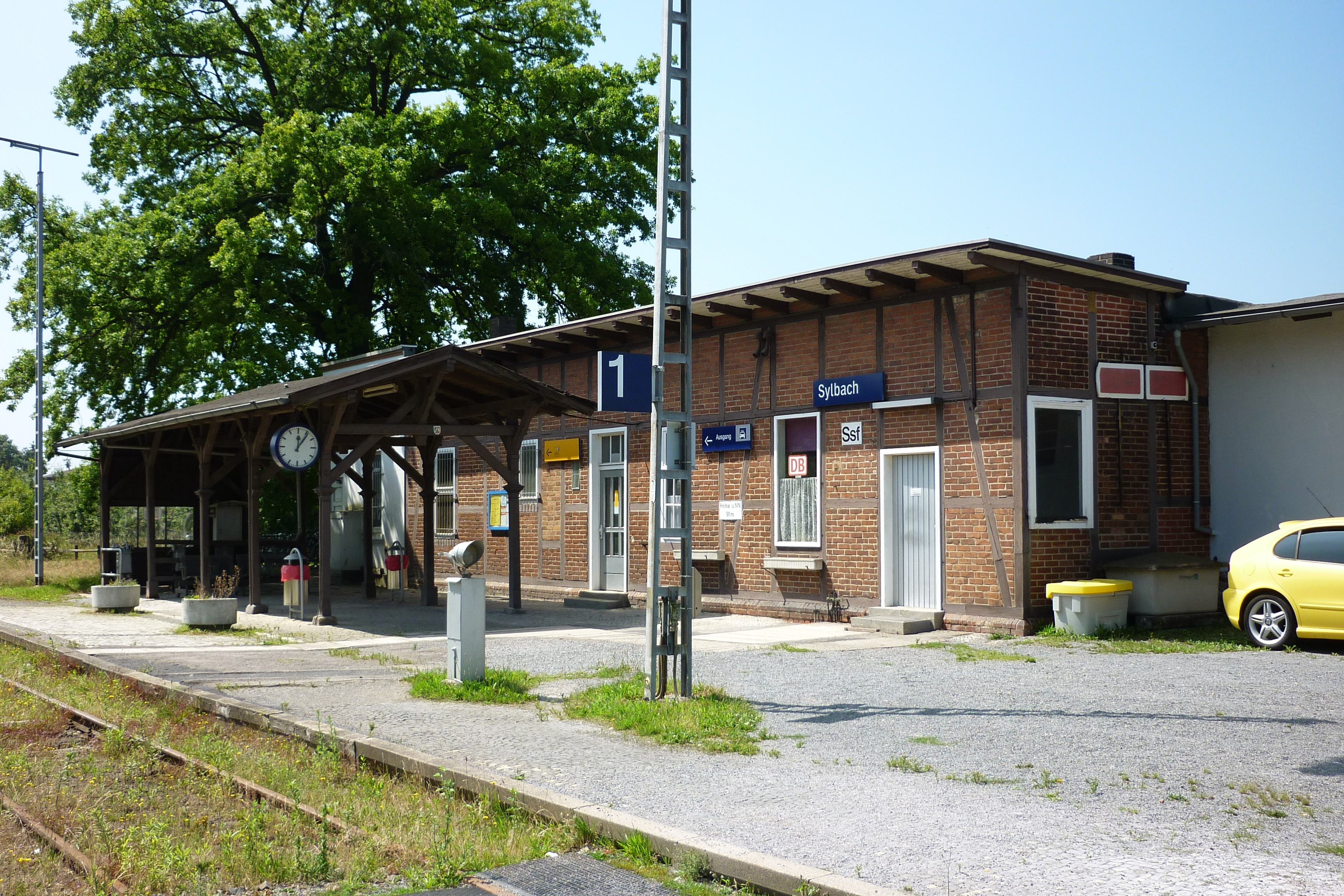
Bf. Sylbach in Bad Salzuflen-Holzhausen an der Grenze zu Lage-Waddenhausen

Im Gegensatz zu vielen anderen Tarifverbünden sind die Tarifgebiete strikt voneinander getrennt. Jede Kommune ist ein eigenständiges Tarifgebiet. Es gibt keine Überschneidungen von Tarifräumen und keine Haltepunkte, die gleichzeitig zwei oder mehreren Tarifgebieten zugeordnet sind. Sogar ein Bahnhof direkt auf einer kommunalen Grenze wird nur einer Gemeinde zugeordnet. Beispielsweise gehört der Bf. Sylbach direkt an der Stadtgrenze von Bad Salzuflen zu Lage (Lippe) mit zusammengewachsenem Bebauungsgebiet nur zum Tarifgebiet Bad Salzuflen. Fahrgäste von Detmold oder Lage nach Lage-Waddenhausen müssen, wenn sie den Bf. Sylbach nutzen, einen höheren Fahrpreis zahlen, obwohl ihr Ziel- bzw. sogar Start- und Zielpunkt innerhalb von Lage ist. Aber auch in OWL gibt es mindestens eine Ausnahme: den Bf. Oerlinghausen im  Gemeindegebiet Leopoldshöhe (eine von zahlreichen „Tarifbesonderheiten“). An der Grenze zu Niedersachsen besteht in Dissen-Bad Rothenfelde sogar ein Bahnhof mit Zugehörigkeit zu zwei Tarifräumen.
Da nahezu alle Tarifgrenzen auf freier Strecke liegen, ist es nicht wie in anderen Verbünden möglich, zur Weiterfahrt über den räumlichen Geltungsbereich einer Zeitkarte hinaus an Zwischenhaltepunkten, die mehreren Tarifgebieten zugehörig sind, ein entsprechendes Einzelticket zu entwerten. Als Ausgleich für dadurch entstehende Doppeltarifierungen gibt es die Tarifbestimmung, dass für die Weiterfahrt nur ein ermässigtes Ticket entwertet werden muss. Da bei kürzeren Anschlussstrecken mit dieser Regelung keine Rabattierung gewährt, sondern lediglich eine Doppelzahlung vermieden wird, ist hierfür jedoch die Bezeichnung Ermässigungsticket nicht angemessen. Ohne diese Tarifbestimmung wäre beispielsweise mit einer Zeitkarte für Bielefeld bei einer Fahrt mit RE nach Gütersloh (ohne Zwischenhalt) kein Vorteil gegeben, da für den räumlichen Geltungsbereich der Karte der letzte Haltepunkt im Tarifgebiet (also Bielefeld Hbf) entscheidend ist. Eine Fahrt mit dem Bus (Linie 87/95) ist wegen der „Tarifbesonderheit“ im Bereich Ummeln preiswerter. Damit ergeben sich unterschiedliche Fahrpreise für Bus und Bahn, die eigentlich durch einen Tarifverbund vermieden werden sollten.
Weil es keine gemeinsamen Tarifpunkte gibt, ist es ebenfalls nicht möglich, für eine Anschlussfahrt zu einer Zeitkarte Tageskarten zu entwerten, denn hierfür besteht keine Ermässigungsregelung. Bei der genannten Verbindung Bielefeld–Gütersloh muss beispielsweise eine reguläre Tageskarte für die Gesamtstrecke verwendet werden, obwohl die vorhandene Zeitkarte für mehr als die Hälfte der Strecke (Bielefeld Hbf bis Ummeln) gültig ist. Eine beliebige und einfache Nutzung der Verkehrsmittel im Raum OWL wird dadurch erschwert. Die angebotenen Sechser-Netzkarten bieten keine Alternative, da z. B. Teilnetze nur als Normal-Abo, nicht aber 9-Uhr-Abo oder einfache Monatskarte angeboten werden.

## Kooperationen
Aus einigen Tarifgebieten bestehen Übergangstarife zwischen „Hochstift-Tarif“ und „Der Sechser“ sowie zur Verkehrsgemeinschaft Münsterland (VGM). Besonders zu erwähnen sind hierbei durchgehenden Tarifangebote ab Bielefeld nach Paderborn, Warendorf und Ahlen sowie zwischen Detmold und Bad Driburg. 
Eine übergreifende Fahrplankooperation Bus / Schiene gibt es wegen der verschiedenen Aufgabenträger nicht. Direkte Anschlüsse vom Bahn- zum Busverkehr sind daher nur an wenigen Umsteigepunkten (beispielsweise Bahnhof Oerlinghausen, Schloß Holte, Detmold und Lemgo) gegeben. Im Zusammenhang mit neuen Stadtbusnetzen wurde in Herford und Minden sogar der Busverkehr zum Bahnhof teilweise abgezogen. In Minden erfolgte eine Zerteilung bisher durchgehender Linien, vom Bahnhof kommend muss in nahezu alle Stadtteile nach zwei Haltestellen umgestiegen werden, bereits bei geringen Zugverspätungen werden die Busanschlüsse verpasst.

## Fahrplanbücher
Für den Schienenpersonennahverkehr erscheinen ein- bis zweimal jährlich zu den üblichen Zeiten
- Fahrpläne der Eisenbahnunternehmen und
- Einzelfaltblätter für die einzelnen Bahnlinien.

Für den Bus- und Stadtbahnverkehr erscheinen zu unterschiedlichen Zeiten und Zeitabständen (je nach Bedarf teilweise auch für einzelne Linien oder Verkehrsbereiche) folgende Fahrplanbücher:
- nph / PaderSprinter
- Stadt Bielefeld: moBiel/BVO Fahrplanbuch
- Kreis Lippe: Fahrplanbuch „Lippemobil“
- Kreis Gütersloh:
  - Kreisfahrplan (zuletzt im Jahr 2009)
  - Fahrplanheft Bündel Gütersloh-Nord
  - Linienfahrpläne
- In den Kreise Minden-Lübbecke und Herford:
  - Fahrplanbuch Kreis Herford und Kreis Minden-Lübbecke
  - Fahrplanheft der MKB-MühlenkreisBus GmbH
  - Fahrplanheft der BVO

außerdem diverse Einzelfahrpläne z. B. für die Stadtbussysteme.

## Aufgabenträger
Der Zweckverband Nahverkehr Westfalen-Lippe (NWL) ist Aufgabenträger für den Schienenpersonennahverkehr (SPNV) und im ÖPNV-Gesetz NRW zur Hinwirkung auf einen gemeinsamen Verbundtarif für ganz Westfalen-Lippe verpflichtet. In der Verbandsversammlung im Oktober 2011 wurden erste Voraussetzungen für einen Westfalentarif geschaffen. Damit werden bisherige Ziele für einen Gesamt-Tarifverbund OWL nicht weiter verfolgt. Dafür wurde bei der OWL Verkehr GmbH im Jahr 2012 das Projektbüro Westfalentarif auf Grundlage eines Kooperationsvertrages eingerichtet. Partner der Kooperation sind neben NWL und OWL Verkehr GmbH die Tarifausschüsse Münsterland/Ruhr-Lippe (Münsterland- bzw. Ruhr-Lippe-Tarif), die Verkehrsservicegesellschaft Paderborn-Höxter mbH (VPH) sowie die Verkehrsgemeinschaft Westfalen-Süd (VGWS). Die Projektleitung wird gemeinsam von NWL und OWL Verkehr GmbH wahrgenommen.
Kooperationsraum 6:
- Verkehrsverbund OstWestfalenLippe (VVOWL) für SPNV und den Busverkehr im Kreis Gütersloh
- Stadt Bielefeld, Amt für Verkehr, für Bus und Stadtbahn Bielefeld
- Kommunale Verkehrsgesellschaft Lippe mbH (KVG) für den Busverkehr im Kreis Lippe
- Minden-Herforder Verkehrsgesellschaft mbH (mhv) für den Busverkehr in den Kreisen Herford und Minden-Lübbecke.

Kooperationsraum 7:
- Nahverkehrsverbund Paderborn-Höxter (nph) für den Schienen- und Busverkehr in den Kreisen Paderborn und Höxter.

## Gesellschafter

### Bahngesellschaften
- DB Regio AG, Frankfurt am Main
- eurobahn GmbH & Co. KG, Düsseldorf
- NordWestBahn GmbH, Osnabrück
- Westfalenbahn GmbH, Bielefeld

### Busgesellschaften
- Bünder Express H. Frentrup GmbH & Co. KG, Bünde
- DB Ostwestfalen-Lippe-Bus (Markenname)
  - Busverkehr Ostwestfalen GmbH (BVO), Bielefeld und Paderborn
- go.on Gesellschaft für Bus- und Schienenverkehr mbH mit 23 Gesellschaftern, u. a.
  - Kliewe-Reisen e.K., Lemgo
  - Linke Lemgo GmbH, Lemgo
  - Reisedienst Orth KG, Versmold
  - Stötzel GmbH Verkehrsbetrieb, Steinhagen
  - Teutoburger-Wald-Bus Rehm & Söhne GmbH & Co. KG, Oerlinghausen
  - Reisedienst Wellhausen GmbH & Co. KG, Lage (Lippe)
  - Wiebusch-Reisen GmbH, Bad Salzuflen
- Karl Köhne Omnibusbetriebe GmbH, Tochtergesellschaft der vbe Verkehrsbetriebe Extertal-Extertalbahn GmbH, Extertal-Bösingfeld
- Leeker Touristik GmbH, Borgholzhausen
- Linke Lemgo GmbH, Lemgo
- MKB-MühlenkreisBus GmbH, Tochtergesellschaft der Mindener Kreisbahnen GmbH, Minden
- moBiel GmbH, Bielefeld
- Omnibus-Verkehrs-Gesellschaft Bünde (OVG), Bünde
- Stadtverkehr Detmold GmbH (SVD), Detmold
- Stadtwerke Bad Salzuflen GmbH (Stadtbus Bad Salzuflen)
- Stadtwerke Gütersloh GmbH (SWG) (Stadtbus Gütersloh)
- Stadtwerke Lemgo GmbH (Stadtbus Lemgo)
- Stoffregen Bus An- und Vermietung GmbH, Kirchlengern
- Teutoburger-Wald-Bus Rehm & Söhne GmbH & Co. KG, Oerlinghausen
- Transdev Ostwestfalen GmbH, Rheda-Wiedenbrück (Markenname: Teutoburger Wald Verkehr)
- Reisedienst W. Wellhausen GmbH & Co. KG, Lage
- Wiebusch-Reisen GmbH, Bad Salzuflen